# Фрументій

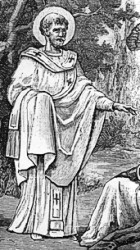
Фрументій

Фруме́нтій або Фруме́нцій (геез ፍሬምናጦስ; помер c. 383) — християнський місіонер, що народився в Лівані, і перший єпископ Аксума, який приніс християнство до Королівства Аксум. Іноді його знають під іншими іменами, наприклад, Абуна («Отче наш») і Аба Салама.
Він був етнічно сиро-фінікійським греком, який народився в Тирі. Будучи хлопчиком, його схопили разом із братом, і вони стали рабами короля Аксума. Він звільнив їх незадовго до смерті, і їх запросили виховувати його молодого спадкоємця. Вони також почали навчати християнства в регіоні. Пізніше Фрументій відправився в Александрію, Єгипет, де звернувся з проханням про призначення єпископа та місіонерських священиків на південь до Аксума. Після цього він був призначений єпископом і заснував Церкву в Етіопії, навернувши багатьох місцевих жителів, а також царя. Його призначення розпочало традицію, що Александрійський патріарх призначає єпископів Етіопії.

## Біографія
За словами історика IV століття Тиранія Руфіна (x.9) який цитує брата Фрументія Едесія, ще діти (приблизно 316 р.) Фрументій та Едесій супроводжували свого дядька Меропія з їхнього батьківщини в Тирі (тепер у Ліван) у подорож до Етіопії. Коли їх корабель зупинився в одній з гаваней Червоного моря, місцеві жителі вбили цілий екіпаж, пощадивши двох хлопців, яких забрали в раби до короля Аксума. Незабаром двоє хлопців здобули прихильність короля, який підняв їх на довірчі посади. Незадовго до смерті король звільнив їх. Однак овдовіла королева взяла на себе обов'язок залишатися при дворі та допомагати їй у вихованні молодої спадкоємиці Езани та в управлінні королівством за часів меншини князя. Вони залишились і (особливо Фрументій) використали свій вплив для поширення християнства. Спочатку вони заохочували присутніх у країні християнських купців відкрито сповідувати свою віру і допомагали знаходити місця, «де вони могли б зібратися на молитву за римським обрядом»; пізніше вони навернули частину тубільців.
Коли князь досяг повноліття, Едесій повернувся до Тиру де він залишився і був висвячений на священика. Фрументій, прагнучи навернення Етіопії, супроводжував брата аж до Александрії, де просив Атанасія, патріарха Александрійського, послати єпископа та деяких священиків як місіонерів до Етіопії. За власною розповіддю Атанасія, він вважав, що Фрументій є найбільш підходящою людиною для цієї роботи, і посвятив його в єпископи традиційно в 328 році, або, за іншими даними, між 340—346.
Фрументій повернувся в Етіопію, де звів свій єпископський престол в Аксумі, потім навернув і охрестив царя Езану, який побудував багато церков і поширив християнство по всій Етіопії. Фрументій заснував перший монастир Етіопії, який називався Дабба Селама в Догуа-Тембієн. Люди називали Фрументія Кесате Бірхана (Викривача Світла) та Абву Саламу (Батька Миру). Він став першим Абуне, титул, присвоєний главі Етіопської церкви .
Приблизно в 356 р. імператор Констанцій II написав цареві Езані та його братові Сайзані прохання замінити Фрументія єпископом Теофілосом Індійським, який підтримував аріанські позиції, як це зробив імператор. Фрументій був призначений Атанасієм, провідним противником аріанства. Король відмовив у проханні.
Етіопські традиції приписують йому перший ґеезький переклад Нового Завіту та участь у розробці ґеезької писемности з абджаду (лише на консонанти) в абугіду (складовий).

## Дата свята
Етіопська православна церква Тевехедо та Еритрейська православна церква Тевехедо святкують свято освячення абви Салами на Таньшаш (4-й місяць ефіопського або коптського календаря) 18 та відправлення Хамла (12-й місяць ефіопського або коптського календаря) 26.
Коптська православна церква Александрії святкує свято Фрументія 18 грудня Східна православна церква та Католицька церква 27 жовтня.
У XX столітті лютерани помилково стверджували, що святого Фрументія шанували 1 серпня в Етіопській православній церкві Тевахедо не надавши для цього жодних доказів.

## Меценатство
Фрументій вважається покровителем колишнього королівства Аксум та його сучасних територій.
Він є покровителем Теологічного коледжу св. Фрументія, англіканської семінарії в Етіопії.